# 秋翠雀花
秋翠雀花（学名：Delphinium kamaonense var. autumnale）为毛茛科翠雀属下的一个变种。

## 扩展阅读
- 維基物種上的相關：秋翠雀花